# Гран-при (аниме)
«Гран-при» (яп. アローエンブレム　グランプリの鷹 аро: эмбурэму гуран пури но така, Эмблема - стрела: Ястреб Гран-при) также «Arrow Emblem Grand Prix no Taka» — включающий 44 эпизода аниме-сериал об автогонках, повествующий о нескольких первых годах профессиональной карьеры молодого японского гонщика. Главный герой участвует в ралли, гонках Формулы-1 и придуманного создателями данного мультфильма класса Формулы-0, который не существует на самом деле.

Впервые демонстрировался в Японии с сентября 1977 года по август 1978 года. Автор оригинального замысла — Кого Хотоми.
В России данный мультсериал был впервые показан в середине-конце 1990-х годов по телеканалам 2x2 и ТНТ. С 25 августа 2007 года транслировался по каналу 7ТВ.

## Сюжет
Такая Тодороки — юноша, мечтающий стать гонщиком Формулы-1. Во время гонки для новичков на трассе Фудзи он попадает в аварию и оказывается в больнице. Таинственный иностранец в маске предлагает Такае вступить в гоночную команду — «Katori Motors». Впоследствии этот человек, оказавшийся чемпионом мира Формулы-1, помогает Такае в борьбе на трассе, обучая его новым приёмам вождения.

## Персонажи
Такая Тодороки (Джонни Торнад во французской и русской версии) — главный герой. Юноша, мечтающий стать чемпионом Формулы-1.
Сэйю: Кэй Томияма
Судзуко Осэ (Элоди во французской и русской версии) — подруга и коллега Такая. Увлекается машинами и неплохо водит. Была его штурманом во время Альпийского ралли и ралли в Монте-Карло, затем поступила на работу в «Катори Моторс».
Сэйю: Мами Кояма
Хангоро Осэ (Оливье во французской и русской версии) — младший брат Судзуко. Обладает глубокими знаниями о гоночных машинах.
Сэйю: Масако Нодзава
Дайсаку Курума (настоящее имя Такадзи или Такаги Тодороки) — отец Такая. Бывший мотогонщик. 15 лет назад уехал в Африку, где работал в заповеднике, помогая диким животным. Вернулся в Японию, когда Такая участвовал в гонке для новичков на трассе Фудзи.
Сэйю: Хидэкацу Сибата
Масару Охината (Кацу в русской версии) — друг и соперник Такая. Победитель гонки для новичков на трассе Фудзи и Альпийского ралли. В Формуле-1 выступал за команду Lotus. Вместе с Такая одержал победу в гонке Ле-Ман. Попал в аварию, участвуя в Гран-при Японии, и погиб.
Сэйю: Кэйити Нода
Гоитиро Катори — президент «Катори Моторс». В молодости был мотогонщиком и соревновался с отцом Такая.
Сэйю: Ясуо Хисамацу
Риэ Катори (Клара во французской и русской версии) — дочь президента Катори. Невеста Масару.
Сэйю: Рихоко Ёсида
Изабель (годы жизни 1961—1977) — испанка японского происхождения. Несколько месяцев была возлюбленной Такая. Погибла во время гонки Ле-Ман. В память о ней её отец подарил Такая её любимую машину — Lamborghini Countach LP500.
Сэйю: Тиёко Кавасима
Патрисия Кларк — инструктор по горным лыжам из Канады. Познакомилась с Такая, когда тот жил в Скалистых горах. Впоследствии стала гонщиком Формулы-0.
Сэйю: Нана Ямагути
Ханс Розен — австрийский гонщик, соперник Такая. В начале сезона 1978 года выступал за команду Катори, затем перешёл в команду Ближнего Востока. Погиб, участвуя в Гран-при Москвы (третьей гонке Формулы-0).
Сэйю: Тосио Фурукава

## История создания
Создание аниме-сериала «Гран-при» относится к периоду, который вошёл в историю японской массовой и молодёжной культуры под названием «бум суперкаров». Считается самым реалистичным из всех созданных на этой волне аниме про гонки и машины. Возможно, именно поэтому он превзошёл по популярности остальные аниме о суперкарах того же периода как в самой Японии, так и за её пределами. Изначально планировавшийся как 26-серийный, сериал был продлён до 44-х серий благодаря высокому рейтингу. Неожиданное решение о продолжении сериала привело к смене состава аниматоров, работавших над созданием «Гран-при»: так, режиссёр Ринтаро приступил к работе над другим аниме-сериалом «Space Pirate Captain Harlock», и его сменил менее опытный Нобутака Нисидзава.
Сюжет «Гран-при» частично основан на манге Сатоси Икэдзавы «Circuit no ookami», публиковавшейся в журнале «Shonen Jump» в 1975-79 годах и ставшей одной из причин возникновения «бума суперкаров». Схожего в этих двух произведениях достаточно много. Прежде всего, похожи прозвища главных героев, вошедшие в названия этих аниме и манги: «Grand Prix no taka» в переводе с японского означает «Ястреб гран-при», а «Circuit no ookami» — «Волк с гоночной трассы». Своим неуравновешенным, вспыльчивым характером и стилем вождения Такая Тодороки также во многом обязан Ююя Фубуки, прототипом которого Сатоси Икэдзава называет своего любимого автогонщика Хироси Кадзато и себя самого.
Внешность и характер любимой подруги главного героя Судзуко Оосэ тоже явно позаимствованы из «Circuit no ookami» — в манге похожую героиню зовут Мики Хаясэ и её прототипом, в свою очередь, являются реальные девушки, с которыми встречался Сатоси Икэдзава. Подобная героиня есть и в другом широко известном аниме про гонки — «Спиди-гонщике», созданном на 10 лет раньше «Гран-при».
Из других сюжетных параллелей со «Спиди-гонщиком» следует отметить и следующее. Когда главный герой оказывается в сложной ситуации во время гонки, на помощь приходит его близкий родственник, скрывающий от главного героя, кто он есть (Дайсаку Курума, «человек на мотоцикле» — в «Гран-при», гонщик Икс — в «Спиди-гонщике»). Тема сиротства и поиска утраченной семьи вообще свойственна многим аниме и манга.
Кроме этого, чтобы отношения главного героя с его подругой не выходили за рамки платонических чувств, и в «Гран-при», и в «Спиди-гонщике» за влюблённой парой по пятам следует младший брат кого-либо из них двоих: Хангоро — брат Судзуко и Спрайтл — брат Спиди. Аналогичные герои есть и в аниме других жанров, созданных в то же время — например, Горо — брат Хикари из «Грендайзера». Такие герои были нужны, чтобы привлечь к просмотру самых юных зрителей, так как аниме в то время ещё не отличались сильным жанровым разнообразием.
Сюжетная линия, связанная с президентом Катори, Риэ Катори и Масару Оохината, заставляет вспомнить главу «Сираки дзайбацу», Ёко Сираки и Тоору Рикиси — героев широко известных в Японии спортивных аниме и манги «Ashita no Joe». Глава крупнейшей компании, который в молодости не очень успешно занимался гонками/боксом, покровительствует жениху своей дочери/внучки — профессиональному автогонщику/боксёру. Однако Масару Оохината скорее больше похож на Сакона Хаясэ из «Circuit no ookami» — оба они гибнут накануне крупной победы главного героя.
Новшеством «Circuit no ookami» и «Гран-при» было то, что в данных манге и аниме с главным героем соревнуются под почти не изменёнными именами автогонщики 1970-х годов, реально выступавшие в Формуле-1: Ники Лауда, Марио Андретти, Джеймс Хант и другие. Это придало обоим произведениям особую реалистичность и привлекло интерес зрителей к миру автогонок. Автор идеи создания «Гран-при» поэт и автор текстов песен к аниме Кого Хотоми сам был большим поклонником автоспорта.
Оригинальный дизайн персонажей в стиле гэкига был выполнен аниматором Акио Сугино.

## Музыка
Автор музыки «Гран-при» — японский композитор Хироси Миягава.

### Музыкальные темы
- Открывающая:

グランプリの鷹/«Grand Prix no taka» (Ястреб Гран-при), исполняет Итиро Мидзуки
- Закрывающая:

レーサーブルース/«Racer Blues» (Блюз гонщика), исполняет Итиро Мидзуки
- Песня из 19-й серии:

ちいさな思い/«Chiisana omoi» (Маленькое чувство), исполняет Мицуко Хориэ
- Во французской версии:

Le Grand Prix (Большой приз), исполняет Бернар Мине

## Локализация
Перевод на русский осуществлялся с французской версии кинокомпанией «Твин». Названия серий в русской версии отсутствуют. Помимо французского и русского, «Гран-при» переводился на английский, арабский, греческий, испанский, итальянский, польский и финский языки. В США сериал был показан 12 августа 2003 года в урезаной до 90-минутного фильма для детей версии под названием «Super Grand Prix». В американской версии главному герою дали имя Шон Корриган (Sean Corrigan) и кличку — Крэш Корриган из-за аварии (англ. crash — крэш).